# 毋寡
毋寡（希臘語： (Maúēs)；塞語：Mauakes；意为“老虎”或“英雄”；？—前101年），西汉时代大宛的国王。
汉武帝时代毋寡为大宛国王，他在贵山城建都，大宛北和康居、南和大月氏相接，出产汗血马。张骞通西域之后，汉武帝遣使持千金和金马到大宛请购买汗血马。毋寡以为汉朝绝远，不肯交易，汉使出言不逊，毋寡杀死汉使，取其财物。汉武帝于是派遣贰师将军李广利率军十余万伐大宛，连战四年，大宛人恐惧，杀死毋寡，献马三千匹。汉朝立昧蔡为王。